# Россия (топоним)
Россия (греч. Ρωσία) — греко-византийское наименование Руси. Через православно-книжную культуру вошло в восточнославянские языки как полный синоним Руси с более торжественной стилистической окраской. В связи с его принятием в Русском государстве на официальном уровне термин на протяжении нескольких столетий сочетал два значения — государственно-политическое и этнокультурное в отношении всех восточнославянских земель, в том числе не входивших в состав Русского государства. В наше время используется только в государственно-политическом значении применительно к Российской Федерации.

## История
Первое дошедшее до нас письменное упоминание термина «Россия» датировано серединой X века. Он встречается в трактатах византийского императора Константина Багрянородного «О церемониях» и «Об управлении империей» как греческое название Древнерусского государства от Киева до Новгорода. Название государства было образовано от составлявшего государственную элиту народа русь (русов), которые по-гречески назывались ϱῶϛ (рос). В ранних русских памятниках наименования «Россия» нет. В них употреблялись слова «Русь» (это было также наименованием народа) и «Русская земля».

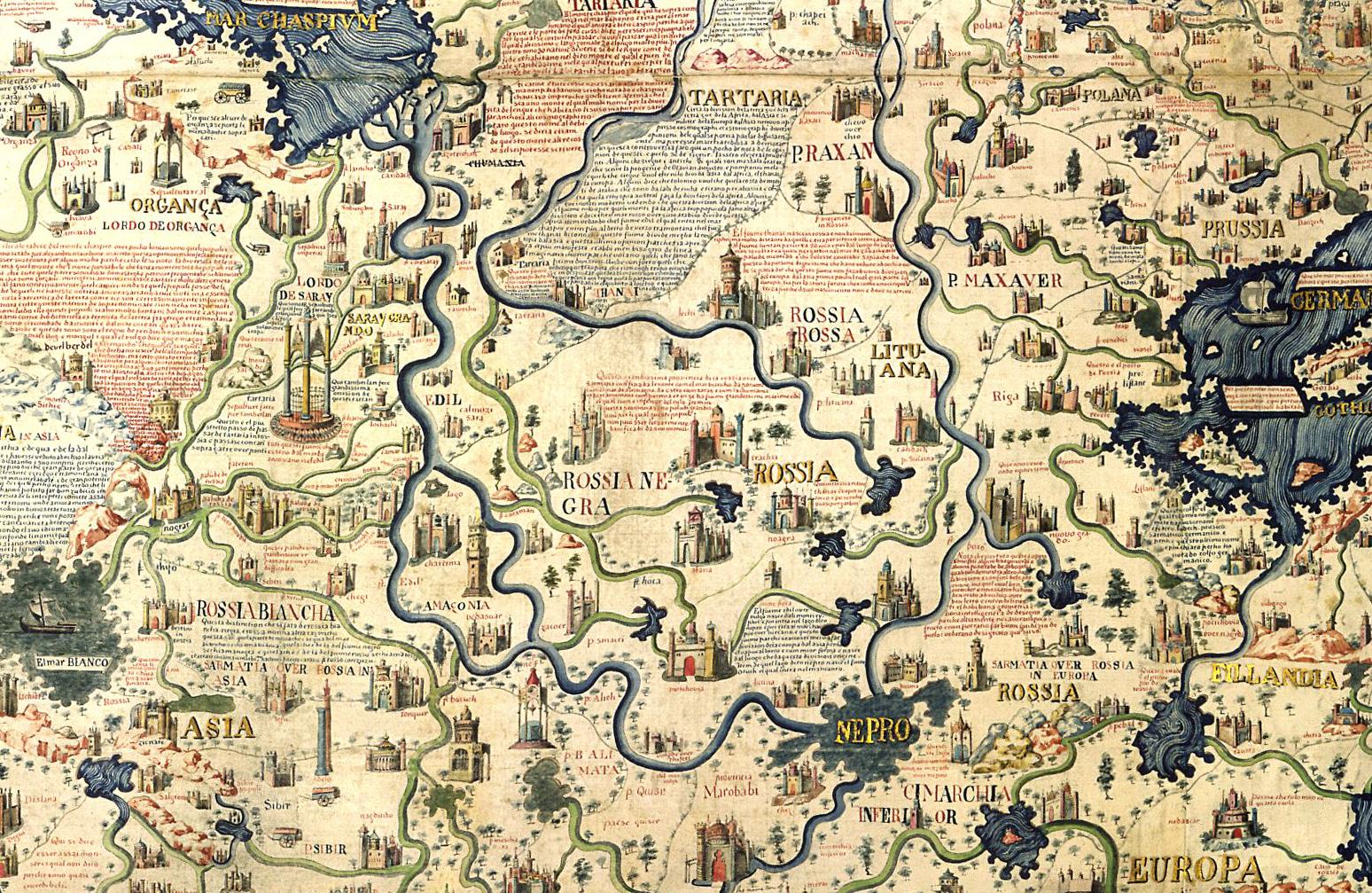
Русь на карте Фра Мауро (1459). Указаны Червонная Русь (Rossia Rossa), Чёрная Русь (Rossia Negra), Белая Русь (Rossia Biancha) и другие земли Руси (Rossia). Карта ориентирована на юг (юг сверху)

В средневековых западноевропейских источниках форма Rossia, перенятая из Византии, встречается начиная с XII века наряду с формами Russia, Ruscia, Ruzzia, реже — Ruthenia. Форма Rossia встречается в латиноязычных текстах Марко Поло, Гильома де Рубрука, Амброджо Контарини, Иосафата Барбаро, на ряде карт южноевропейского происхождения XIV—XV веков, в том числе в Каталонском атласе и на карте Фра Мауро. Существовал ещё ряд вариаций названия Руси с буквой «о» в корне (к примеру, Rosie у Андреа Бьянко).

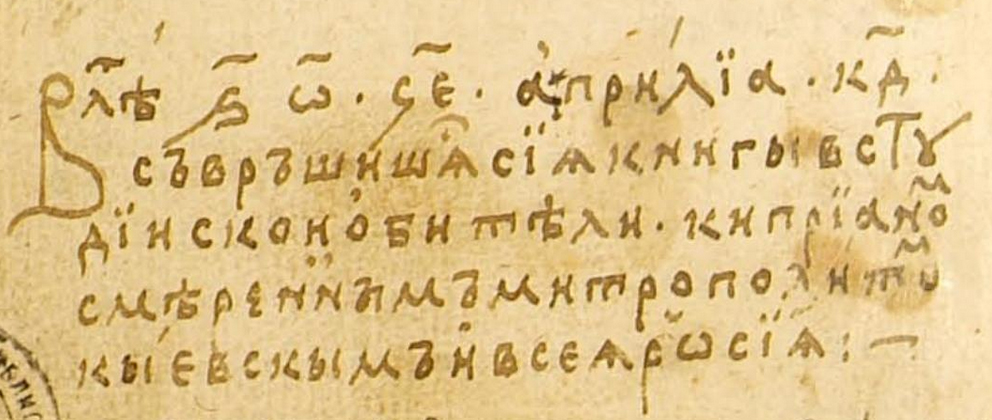
Первое известное упоминание слова «Россия» кириллицей — надпись на последней странице Лествицы Иоанна Синайского, переписанной митрополитом Киприаном: «В лето 6895 [1387], априлиа 24, съвръшишяся сия книгы в Студийской обители Киприаном смереннымъ митрополитом Кыевскымъ и всея Росия» (РГБ. Ф. 173/1. № 152. Л. 279 об.)

В кириллической записи слово «Росия» (Рѡсїѧ) было впервые употреблено 24 апреля 1387 года в Константинополе в титуле митрополита Киприана, собственноручно подписавшегося как «митрополит Кыевскый и всея Росия». В Северо-Восточной Руси XV—XVI веков название «Росия» наряду c промежуточной формой «Русия», впервые появившейся в XIII веке на южнославянской территории (и сохранившееся в сербохорватском и болгарском по сей день), вошло во всё большее употребление и постепенно завоевало себе место в официальных документах. На некоторых монетах Ивана III и Василия III имеется уже надпись: «Господарь всея Росии». У Максима Грека впервые встречается этноним «россияне». После венчания Ивана IV на царство в 1547 году государство стало называться Российским царством. При этом Иван Грозный называл себя держателем нескольких царств — Российского, Казанского и Астраханского. Но уже на рубеже XVI—XVII веков термины «Российское царство» или «всея великия России» подразумевали всю совокупность занимаемых российскими монархами престолов (казанский, астраханский и т. д.).
В Речи Посполитой начиная с 1580-х годов в среде галицкого православного сообщества и Львовского Успенского братства наметилась тенденция называть Русь и всё восточнославянское пространство в эллинизированной форме — Рос(с)ия, а её народ, соответственно, россиянами или народом российским. Выбор этой формы являлся сознательной демонстрацией ориентации на Константинопольский патриархат и греческое наследие в противовес польским попыткам насаждения западноцентричных идентичностей рутенов и роксолан (как ответвления сарматизма). Грекоязычная традиция, уже пустившая корни в Московской Руси, распространилась из Галиции на Среднее Поднепровье с Киевом, однако в самой Галиции была впоследствии вытеснена под польским влиянием. Для конкретизации и отличия православных земель Речи Посполитой от владений царя, в трудах ряда галицких и киевских духовных деятелей, таких как Иоанн Вишенский, Иов Борецкий, Захария Копыстенский или Иннокентий Гизель, становится характерным употребление термина «Малая Россия», восходящего к более ранней византийской традиции различать Малую и Великую Русь.

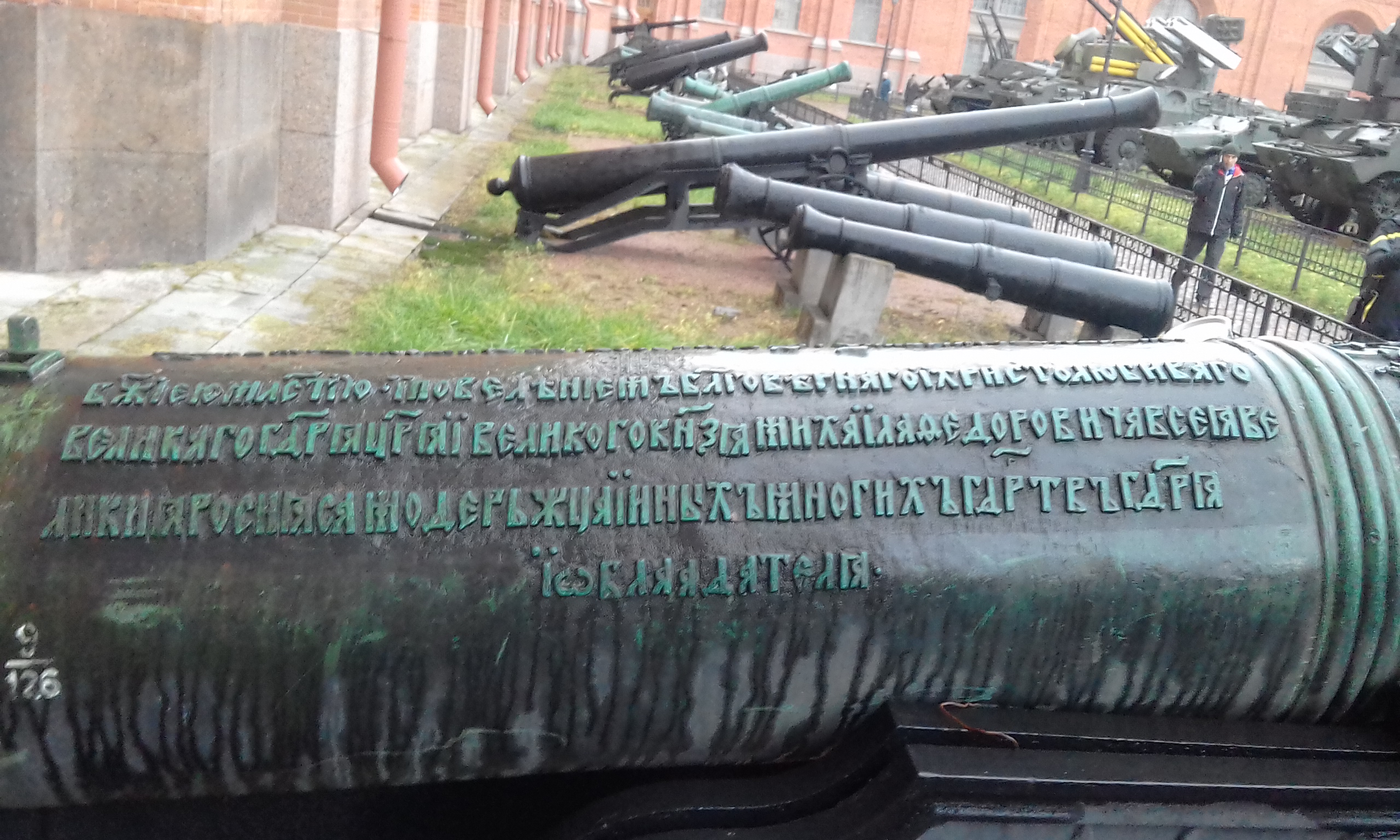
На пищали «Царь Ахиллес» 1617 года авторства Андрея Чохова Михаил Фёдорович Романов назван «всея великия Росия самодержцем»

После Переяславского договора и вхождения Войска Запорожского в состав Русского царства, а также завоевания белорусских земель Речи Посполитой, царь Алексей Михайлович именовался в титуле «всея Великия и Малыя и Белыя России самодержцем». В эту эпоху слово «Россия» уже сделалось почти общепринятым для обозначения всей страны в целом, со всем её населением, хотя продолжал использоваться и вариант «Русия». В обоих вариантах, в условиях характерного для допетровского времени отсутствия стандартизации, варьировались написания с одной и с двумя буквами «с». Окончательное утверждение написания через «о» и с двумя «с» произошло в эпоху Петра I, провозгласившего в 1721 году Российскую империю.
В XX веке в связи с распадом Российской империи наметилось расхождение значений терминов «Россия» и «Русь». Если в дореволюционной терминологии термин Юго-Западная Русь был свободно взаимозаменяем с термином «Юго-Западная Россия», то впоследствии термин «Россия» сохранил за собой исключительно государственно-политическое значение в соответствии с границами РСФСР и Российской Федерации.